# Saúl Salcedo
Saúl Savín Salcedo Zárate (Capiatá, Paraguay, 29 de agosto de 1997) es un futbolista paraguayo. Juega de defensor y su equipo actual es Newell's Old Boys de la Primera División de Argentina.

## Clubes
| Club              | País      | Año       |
| ----------------- | --------- | --------- |
| Olimpia           | Paraguay  | 2014-2017 |
| Huracán           | Argentina | 2017-2020 |
| Olimpia           | Paraguay  | 2021-2024 |
| Newell's Old Boys | Argentina | 2024-Act. |

## Palmarés

### Campeonatos nacionales
| Título             | Club    | País     | Año  |
| ------------------ | ------- | -------- | ---- |
| Torneo Clausura    | Olimpia | Paraguay | 2015 |
| Copa Paraguay      | Olimpia | Paraguay | 2021 |
| Supercopa Paraguay | Olimpia | Paraguay | 2021 |
| Torneo Clausura    | Olimpia | Paraguay | 2022 |